# Copa del Món de Futbol de 2014

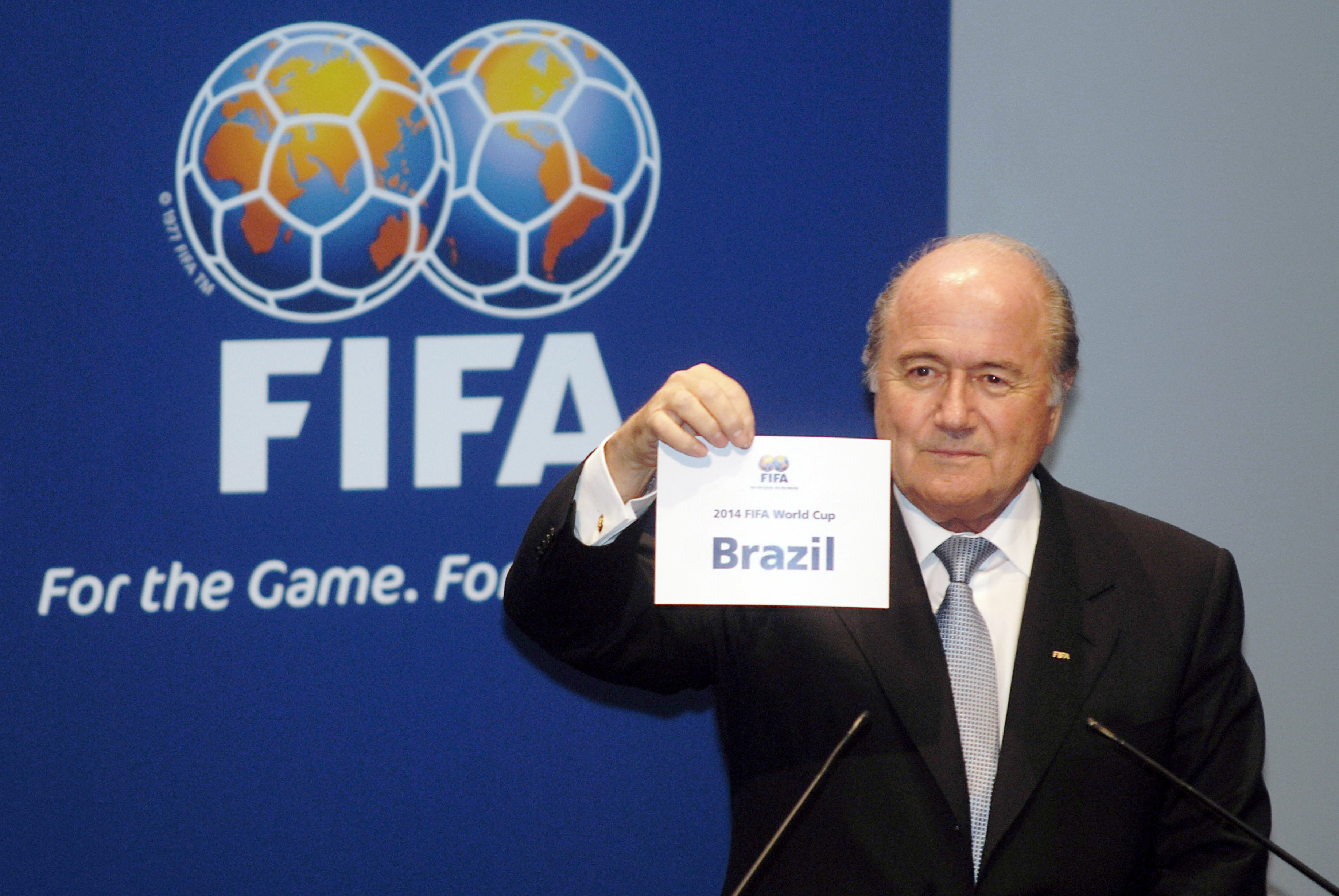
Joseph Blatter, president de la FIFA, anunciant oficialment que el Brasil és la seu del Mundial 2014.

La Copa del Món de la FIFA Brasil 2014 (en portuguès: Copa do Mundo de Futebol FIFA Brasil 2014) ha estat la XXa edició de la Copa del Món de Futbol, disputada al Brasil entre el juny i el juliol de 2014.
D'aquesta manera, el Brasil ha estat el cinquè país a acollir el Mundial en dues ocasions, després de Mèxic (1970 i 1986), Itàlia (1934 i 1990), França (1938 i 1998) i Alemanya (1974 i 2006). És el primer cop des de 1978 que un Mundial es disputa a l'Amèrica del Sud.
El procés de classificació va començar el juny de 2011, per determinar els 31 equips que finalment han participat al Brasil al Mundial. S'han jugat un total de 64 partits, en 12 ciutats arreu del Brasil, en estadis nous o molt remodelats, i en un torneig que començava amb una fase de grups. Per primer cop en la història de les finals del mundial, es va fer servir la nova tecnologia de la línia de gol o pilota intel·ligent.
A banda del país amfitrió, es van classificar per aquesta edició totes les seleccions campiones del món des de la primera edició de la Copa del Món el 1930: Argentina, Anglaterra, França, Alemanya (que va guanyar tres cops com a Alemanya Occidental), Itàlia, Espanya i Uruguai. La campiona i defensora del títol era Espanya, que va vèncer els Països Baixos per 1-0 a la final de l'edició de 2010 i va guanyar així el seu primer mundial. Els quatre mundials anteriors celebrats a Sud-amèrica van guanyar-los equips sud-americans.
Tot i que els amfitrions, Brasil, acabaern entre els quatre primers, el seu torneig va quedar marcat per la seva eliminació en semifinals per 7-1 contra els qui finalment guanyaren el Mundial, Alemanya.

## Candidatures

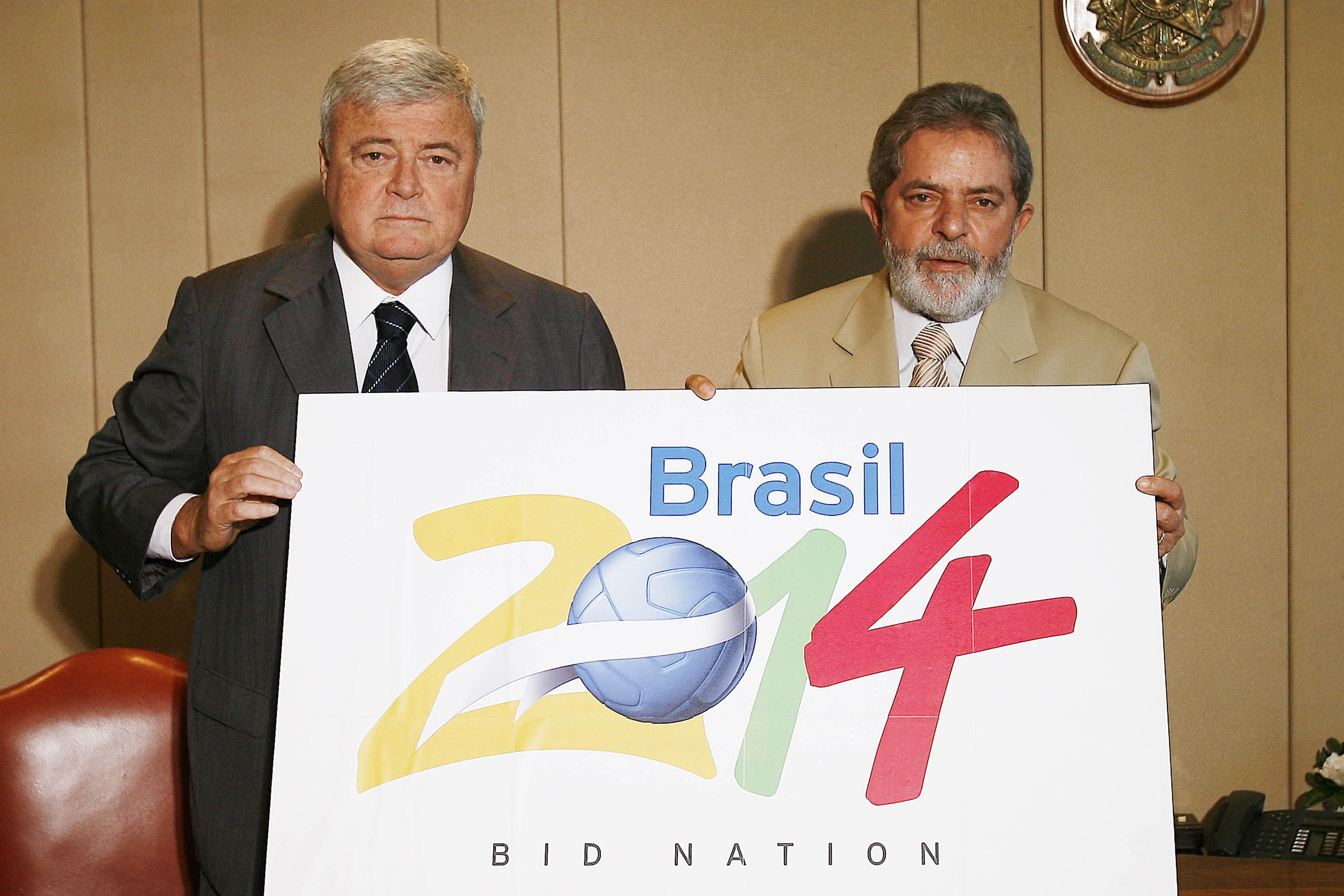
Ricardo Teixeira, president de la CBF i el llavors President del Brasil Luiz Inácio Lula da Silva presenten el logotip de la candidatura del Brasil, el 13 d'abril de 2007.

El 2004, la FIFA va triar Sud-amèrica com a seu de la Copa del Món de 2014, seguint el criteri de rotació continental. Inicialment van sorgir com a possibles candidatures Brasil, Colòmbia i Argentina-Xile, encara que aquesta darrera no es va presentar.
El 2007, la candidatura de Colòmbia es va retirar, deixant com a únic aspirant el Brasil; el comitè brasiler havia rebut el suport de Luiz Inácio Lula da Silva. El 30 d'octubre de 2007 la FIFA va designar de manera oficial el Brasil com el país que acollirà la Copa del Món de 2014.
La designació va ser celebrada a moltes ciutats del país, amb l'esperança que l'esdeveniment servís per modernitzar el país. La mascota del torneig va ser Fuleco.

## Organització

### Dates
El torneig se celebra del 12 de juny al 13 de juliol de 2014, poques setmanes després de la finalització de les principals lligues europees de futbol, i durant l'hivern de l'àrea subtropical del país.

### Seus

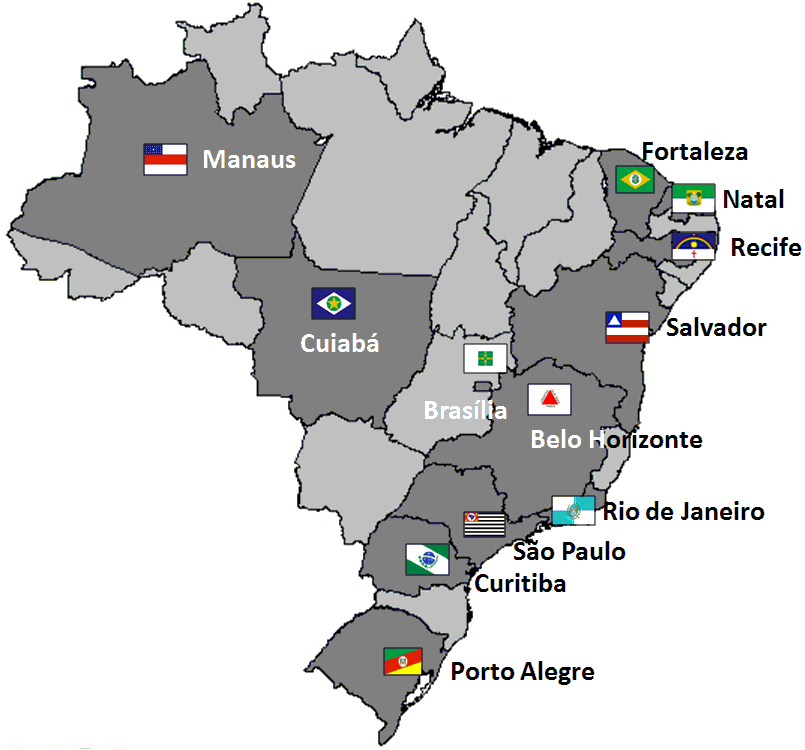
Seus del Mundial

A mitjan 2006, d'acord amb un diari brasiler, les ciutats de Rio de Janeiro, São Paulo, Porto Alegre, Belo Horizonte i Belém serien sense cap dubte algunes de les seus presentades per la candidatura, mentre que algunes altres ciutats que podrien rebre alguns partits serien Rio Branco, Brasília, Curitiba, Florianópolis, Fortaleza, Goiânia, Recife i Salvador. No obstant això, cap dels estadis estaven en condicions per organitzar l'esdeveniment, ni tan sols l'Arena de Baixada de Curitiba (considerat com el més modern del país) ni l'Estadi de Maracaná després de la seva remodelació. Aquest fet seria refermat posteriorment per l'informe d'inspecció, encara que va esmentar que les propostes de renovació de les seus permetrien que els estadis complissin amb els requeriments de la FIFA.
Després de l'anunci oficial de la candidatura, diverses ciutats van presentar candidatures per a ser seus de l'esdeveniment. 18 ciutats seus van ser presentades al comitè d'inspecció de la FIFA, les quals posteriorment serien reduïdes a 13. Es van presentar quatre estadis nous, i els restants tindrien importants renovacions i remodelacions, les quals en total havien de suposar un cost aproximat de 1.100 milions de dòlars. El president brasiler Luiz Inácio Lula da Silva va afirmar a la cadena ESPN Brasil al gener del 2009, que «no assignaria ni un cèntim a la construcció d'estadis de futbol». Això no obstant, els costos finals estimats dels estadis nous i remodelats van ascendir a 3.600 milions de dòlars.
El 31 de maig de 2009, el Comitè Executiu de la FIFA, reunit a Nassau, Bahames, va ratificar les 12 seus oficials on es realitzaran els partits del Mundial. Belo Horizonte, Brasília, Cuiabá, Curitiba, Fortaleza, Manaus, Natal, Porto Alegre, Recife, Rio de Janeiro, Salvador i São Paulo van ser seleccionades, mentre Belém, Campo Grande, Florianópolis, Goiânia, Maceió i Rio Branco van ser finalment deixades de banda.
La ciutat de São Paulo tenia originalment com a seu l'Estadi Morumbí, però després que no es garantissin els recursos econòmics per a la seva remodelació, va ser descartat per ser part de la cita mundialista. Finalment es va triar el nou estadi del Corinthians per a hostatjar l'esdeveniment.
Les dotze seus esmentades originalment es detallen a continuació. En cursiva, apareixen els estadis nous proposats.
| Belo Horizonte      | Brasilia                                                                                                  | Cuiabá | Curitiba           |
| ------------------- | --- | --- | ------------------ |
| Minas Gerais        | Districte Federal                                                                                         | Mato Grosso                                                                                               | Paranà             |
| Arena Mineirão      | Estadi Mané Garrincha                                                                                     | Arena Pantanal                                                                                            | Arena da Baixada   |
| Capacitat: 69.950   | Capacitat: 70.807                                                                                         | Capacitat: 42.500                                                                                         | Capacitat: 41.375  |
| Estadi Mineirão     | Estadi Mané Garrincha                                                                                     | Arena Pantanal                                                                                            | Arena da Baixada   |
| Fortaleza           | Belo HorizonteBrasíliaFortalezaPorto AlegreSão PauloRio de JaneiroSalvadorNatalCuiabáCuritibaManausRecife | Belo HorizonteBrasíliaFortalezaPorto AlegreSão PauloRio de JaneiroSalvadorNatalCuiabáCuritibaManausRecife | Manaus             |
| Ceará               | Belo HorizonteBrasíliaFortalezaPorto AlegreSão PauloRio de JaneiroSalvadorNatalCuiabáCuritibaManausRecife | Belo HorizonteBrasíliaFortalezaPorto AlegreSão PauloRio de JaneiroSalvadorNatalCuiabáCuritibaManausRecife | Amazones           |
| Estadi Castelão     | Belo HorizonteBrasíliaFortalezaPorto AlegreSão PauloRio de JaneiroSalvadorNatalCuiabáCuritibaManausRecife | Belo HorizonteBrasíliaFortalezaPorto AlegreSão PauloRio de JaneiroSalvadorNatalCuiabáCuritibaManausRecife | Arena da Amazônia  |
| Capacitat: 60.000   | Belo HorizonteBrasíliaFortalezaPorto AlegreSão PauloRio de JaneiroSalvadorNatalCuiabáCuritibaManausRecife | Belo HorizonteBrasíliaFortalezaPorto AlegreSão PauloRio de JaneiroSalvadorNatalCuiabáCuritibaManausRecife | Capacitat: 50.000  |
| Estadi Castelão     | Belo HorizonteBrasíliaFortalezaPorto AlegreSão PauloRio de JaneiroSalvadorNatalCuiabáCuritibaManausRecife | Belo HorizonteBrasíliaFortalezaPorto AlegreSão PauloRio de JaneiroSalvadorNatalCuiabáCuritibaManausRecife | Arena da Amazônia  |
| Natal               | Belo HorizonteBrasíliaFortalezaPorto AlegreSão PauloRio de JaneiroSalvadorNatalCuiabáCuritibaManausRecife | Belo HorizonteBrasíliaFortalezaPorto AlegreSão PauloRio de JaneiroSalvadorNatalCuiabáCuritibaManausRecife | Porto Alegre       |
| Rio Grande do Norte | Belo HorizonteBrasíliaFortalezaPorto AlegreSão PauloRio de JaneiroSalvadorNatalCuiabáCuritibaManausRecife | Belo HorizonteBrasíliaFortalezaPorto AlegreSão PauloRio de JaneiroSalvadorNatalCuiabáCuritibaManausRecife | Rio Grande do Sul  |
| Estádio das Dunas   | Belo HorizonteBrasíliaFortalezaPorto AlegreSão PauloRio de JaneiroSalvadorNatalCuiabáCuritibaManausRecife | Belo HorizonteBrasíliaFortalezaPorto AlegreSão PauloRio de JaneiroSalvadorNatalCuiabáCuritibaManausRecife | Estadi Beira-Rio   |
| Capacitat: 45.000   | Belo HorizonteBrasíliaFortalezaPorto AlegreSão PauloRio de JaneiroSalvadorNatalCuiabáCuritibaManausRecife | Belo HorizonteBrasíliaFortalezaPorto AlegreSão PauloRio de JaneiroSalvadorNatalCuiabáCuritibaManausRecife | Capacitat: 60.000  |
| Estádio das Dunas   | Belo HorizonteBrasíliaFortalezaPorto AlegreSão PauloRio de JaneiroSalvadorNatalCuiabáCuritibaManausRecife | Belo HorizonteBrasíliaFortalezaPorto AlegreSão PauloRio de JaneiroSalvadorNatalCuiabáCuritibaManausRecife | Estadi Beira-Rio   |
| Recife              | Río de Janeiro                                                                                            | Salvador                                                                                                  | São Paulo          |
| Pernambuco          | Rio de Janeiro                                                                                            | Bahia | São Paulo          |
| Arena Pernambuco    | Estadi Maracanã                                                                                           | Arena Fonte Nova                                                                                          | Arena de São Paulo |
| Capacitat: 46.154   | Capacitat: 76.525                                                                                         | Capacitat: 50.433                                                                                         | Capacitat: 65.281  |
| Arena Pernambuco    | Estadi Maracanã                                                                                           | Arena Fonte Nova                                                                                          | Arena de São Paulo |

## Fase de classificació
Article principal: Classificació de la Copa del Món de futbol 2014
|  | Classificats No classificats | No participaren No són membres de la FIFA |

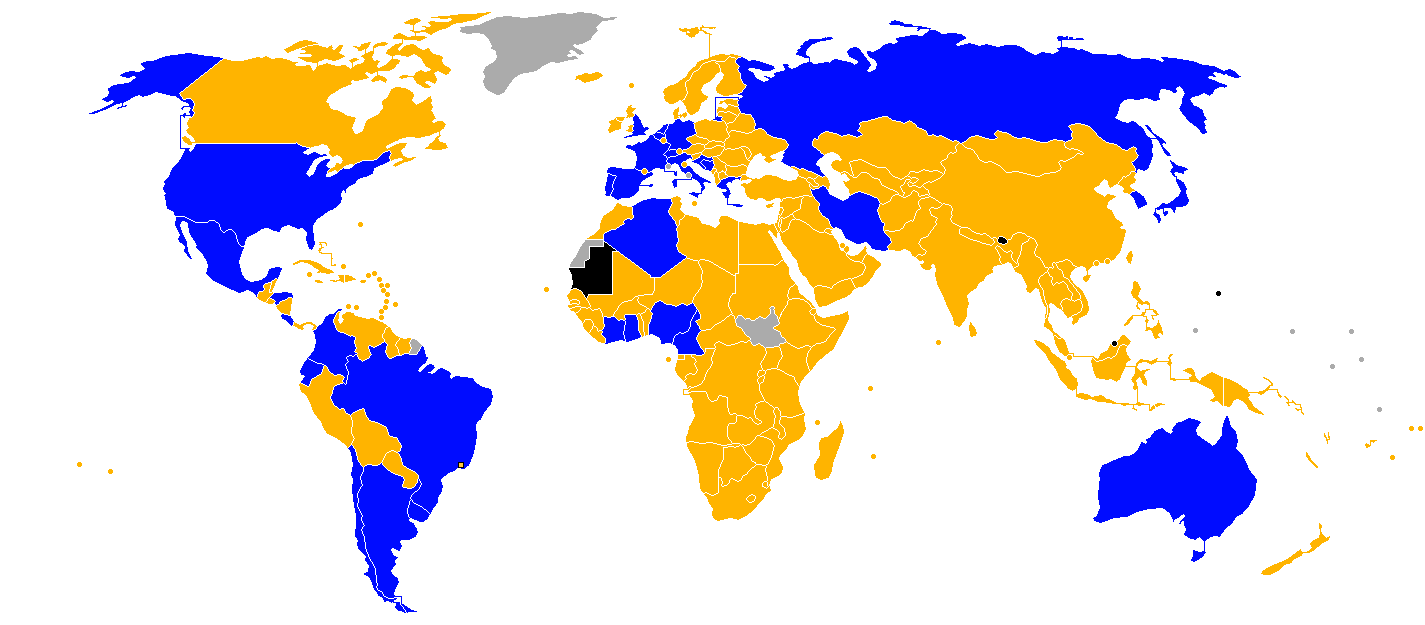
Classificats
No classificats
No participaren
No són membres de la FIFA

- CAF: La confederació d'Àfrica comptà amb cinc places disponibles per a la fase final. Finalment es van classificar:
  -  Algèria (32)
  -  Camerun (59)
  -  Costa d'Ivori (17)
  -  Ghana (23)
  -  Nigèria (33)

- AFC: La confederació d'Àsia comptà amb quatre places directes a la fase final, i una cinquena s'hauria de disputar la classificació amb el cinquè classificat de Sud-amèrica. Finalment es van classificar:
  -  Austràlia (57)
  -  Corea del Sud (56)
  -  Iran (49)
  -  Japó (44)

- CONCACAF: La confederació d'Amèrica del Nord, Central i el Carib comptà amb tres places directes a la fase final i un quart equip s'hauria de disputar la classificació contra el campió d'Oceania. Finalment es van classificar:
  -  Costa Rica (31)
  -  Estats Units (13)
  -  Hondures (34)
  -  Mèxic (24)

- CONMEBOL: La confederació d'Amèrica del Sud realitzà un sistema de tots contra tots, en el qual es classificaren els quatre millors equips i un cinquè s'enfrontà en una repesca al cinquè classificat d'Àsia. També Brasil es va classificar automàticament com a federació organitzadora. Finalment es van classificar:
  - El 30 d'octubre del 2007:  Brasil, com a organitzadora.
  -  Argentina (3)
  -  Colòmbia (4)
  -  Equador (22)
  -  Uruguai (6)
  -  Xile (12)

- OFC: La confederació d'Oceania va haver de disputar la repesca amb el quart classificat de la CONCACAF. Finalment no es va classificar cap selecció.

- UEFA: La confederació d'Europa va disposar de tretze places. Finalment es van classificar:
  -  Alemanya (2)
  -  Anglaterra (10)
  -  Bèlgica (5)
  -  Bòsnia i Hercegovina (16)
  -  Croàcia (18)
  -  Espanya (1)
  -  França (21)
  -  Grècia (15)
  -  Itàlia (9)
  -  Països Baixos (8)
  -  Portugal (14)
  -  Rússia (19)
  -  Suïssa (7)

## Plantilles
Cada selecció podia inscriure 23 jugadors (dels quals 3 han de ser porters). Les plantilles havien de ser comunicades a tot tardar 10 dies abans del començament de la competició.
Es poden fer substitucions en cas de lesió greu com a molt 24 hores abans de començar el primer partit.

## Sorteig de la fase final
Els bombos pel sorteig de la fase final van quedar així després de saber els coeficients FIFA de totes les seleccions participants. El sorteig es va dur a terme a Mata de São João a l'Estat de Bahia el 6 de desembre de 2013.
| Pot 1                                                                           | Pot 2                                                                          | Pot 3                                                                                  | Pot 4                                                                                            |
| ------------------------------------------------------------------------------- | ------------------------------------------------------------------------------ | -------------------------------------------------------------------------------------- | ------------------------------------------------------------------------------------------------ |
| Brasil · Espanya · Alemanya · Argentina · Colòmbia · Uruguai · Bèlgica · Suïssa | Costa d'Ivori · Algèria · Ghana · Camerun · Nigèria · Croàcia · Xile · Equador | Austràlia · Japó · Corea del Sud · Iran · Estats Units · Mèxic · Costa Rica · Hondures | Bòsnia i Hercegovina · França · Portugal · Anglaterra · Grècia · Itàlia · Països Baixos · Rússia |

La cerimònia del sorteig va ser dirigida per la parella Fernanda Lima i Rodrigo Hilbert. Va haver-hi certa polèmica pel vestit de Lima, que va provocar que l'emissió fos censurada a l'Iran.

## Primera Fase

### Calendari
Aquest és el calendari de la fase de grups de la Copa del Món de la FIFA de 2014:
| Data                          | Local          | Seleccions                       | Grup | Res. |
| ----------------------------- | -------------- | -------------------------------- | ---- | ---- |
| Dijous, 12 de juny de 2014    | São Paulo      | Brasil - Croàcia                 | A    | 3-1  |
| Divendres, 13 de juny de 2014 | Natal          | Mèxic - Camerun                  | A    | 1-0  |
| Divendres, 13 de juny de 2014 | Salvador       | Espanya - Països Baixos          | B    | 1-5  |
| Divendres, 13 de juny de 2014 | Cuiabá         | Xile - Austràlia                 | B    | 3-1  |
| Dissabte, 14 de juny de 2014  | Belo Horizonte | Colòmbia - Grècia                | C    | 3-0  |
| Dissabte, 14 de juny de 2014  | Fortaleza      | Uruguai - Costa Rica             | D    | 1-3  |
| Dissabte, 14 de juny de 2014  | Manaus         | Anglaterra - Itàlia              | D    | 1-2  |
| Dissabte, 14 de juny de 2014  | Recife         | Costa d'Ivori - Japó             | C    | 2-1  |
| Diumenge, 15 de juny de 2014  | Brasília       | Suïssa - Equador                 | E    | 2-1  |
| Diumenge, 15 de juny de 2014  | Porto Alegre   | França - Hondures                | E    | 3-0  |
| Diumenge, 15 de juny de 2014  | Rio de Janeiro | Argentina - Bòsnia i Hercegovina | F    | 2-1  |
| Dilluns, 16 de juny de 2014   | Salvador       | Alemanya - Portugal              | G    | 4-0  |
| Dilluns, 16 de juny de 2014   | Curitiba       | Iran - Nigèria                   | F    | 0-0  |
| Dilluns, 16 de juny de 2014   | Natal          | Ghana - Estats Units             | G    | 1-2  |
| Dimarts, 17 de juny de 2014   | Belo Horizonte | Bèlgica - Algèria                | H    | 2-1  |
| Dimarts, 17 de juny de 2014   | Fortaleza      | Brasil - Mèxic                   | A    | 0-0  |
| Dimarts, 17 de juny de 2014   | Cuiabá         | Rússia - Corea del Sud           | H    | 1-1  |
| Dimecres, 18 de juny de 2014  | Porto Alegre   | Austràlia - Països Baixos        | B    | 2-3  |
| Dimecres, 18 de juny de 2014  | Rio de Janeiro | Espanya - Xile                   | B    | 0-2  |
| Dimecres, 18 de juny de 2014  | Manaus         | Camerun - Croàcia                | A    | 0-4  |
| Dijous, 19 de juny de 2014    | Brasília       | Colòmbia - Costa d'Ivori         | C    | 2-1  |
| Dijous, 19 de juny de 2014    | São Paulo      | Uruguai - Anglaterra             | D    | 2-1  |
| Dijous, 19 de juny de 2014    | Natal          | Japó - Grècia                    | C    | 0-0  |
| Divendres, 20 de juny de 2014 | Recife         | Itàlia - Costa Rica              | D    | 0-1  |
| Divendres, 20 de juny de 2014 | Salvador       | Suïssa - França                  | E    | 2-5  |
| Divendres, 20 de juny de 2014 | Curitiba       | Hondures - Equador               | E    | 1-2  |
| Dissabte, 21 de juny de 2014  | Belo Horizonte | Argentina - Iran                 | F    | 1-0  |
| Dissabte, 21 de juny de 2014  | Fortaleza      | Alemanya - Ghana                 | G    | 2-2  |
| Dissabte, 21 de juny de 2014  | Cuiabá         | Nigèria - Bòsnia i Hercegovina   | F    | 1-0  |
| Diumenge, 22 de juny de 2014  | Rio de Janeiro | Bèlgica - Rússia                 | H    | 1-0  |
| Diumenge, 22 de juny de 2014  | Porto Alegre   | Algèria - Corea del Sud          | H    | 4-2  |
| Diumenge, 22 de juny de 2014  | Manaus         | Estats Units - Portugal          | G    | 2-2  |
| Dilluns, 23 de juny de 2014   | Curitiba       | Austràlia - Espanya              | B    | 0-3  |
| Dilluns, 23 de juny de 2014   | São Paulo      | Països Baixos - Xile             | B    | 2-0  |
| Dilluns, 23 de juny de 2014   | Brasília       | Camerun - Brasil                 | A    | 1-4  |
| Dilluns, 23 de juny de 2014   | Recife         | Croàcia - Mèxic                  | A    | 1-3  |
| Dimarts, 24 de juny de 2014   | Natal          | Itàlia - Uruguai                 | D    | 0-1  |
| Dimarts, 24 de juny de 2014   | Belo Horizonte | Costa Rica - Anglaterra          | D    | 0-0  |
| Dimarts, 24 de juny de 2014   | Cuiabá         | Japó - Colòmbia                  | C    | 1-4  |
| Dimarts, 24 de juny de 2014   | Fortaleza      | Grècia - Costa d'Ivori           | C    | 2-1  |
| Dimecres, 25 de juny de 2014  | Porto Alegre   | Nigèria - Argentina              | F    | 2-3  |
| Dimecres, 25 de juny de 2014  | Salvador       | Bòsnia i Hercegovina - Iran      | F    | 3-1  |
| Dimecres, 25 de juny de 2014  | Manaus         | Hondures - Suïssa                | E    | 0-3  |
| Dimecres, 25 de juny de 2014  | Rio de Janeiro | Equador - França                 | E    | 0-0  |
| Dijous, 26 de juny de 2014    | Recife         | Estats Units - Alemanya          | G    | 0-1  |
| Dijous, 26 de juny de 2014    | Brasília       | Portugal - Ghana                 | G    | 2-1  |
| Dijous, 26 de juny de 2014    | São Paulo      | Bèlgica - Corea del Sud          | H    | 1-0  |
| Dijous, 26 de juny de 2014    | Curitiba       | Algèria - Rússia                 | H    | 1-1  |

### Grup A
| Pos | Equip      | PJ | PG | PE | PP | GF | GC | DG | Pts | Classificació        |
| --- | ---------- | -- | -- | -- | -- | -- | -- | -- | --- | -------------------- |
| 1   | Brasil (H) | 3  | 2  | 1  | 0  | 7  | 2  | +5 | 7   | Avança a segona fase |
| 2   | Mèxic      | 3  | 2  | 1  | 0  | 4  | 1  | +3 | 7   | Avança a segona fase |
| 3   | Croàcia    | 3  | 1  | 0  | 2  | 6  | 6  | 0  | 3   |                      |
| 4   | Camerun    | 3  | 0  | 0  | 3  | 1  | 9  | −8 | 0   |                      |

| Brasil                               | 3-1     | Croàcia            |
| ------------------------------------ | ------- | ------------------ |
| Neymar 29', 71' (pen.) · Oscar 90+1' | Detalls | Marcelo 11' (p.p.) |

| Mèxic       | 1-0     | Camerun |
| ----------- | ------- | ------- |
| Peralta 61' | Detalls |         |

| Brasil | 0-0     | Mèxic |
| ------ | ------- | ----- |
|        | Detalls |       |

| Camerun | 0-4     | Croàcia                                     |
| ------- | ------- | ------------------------------------------- |
|         | Detalls | Olić 11' · Perišić 48' · Mandžukić 61', 73' |

| Camerun   | 1-4     | Brasil                                       |
| --------- | ------- | -------------------------------------------- |
| Matip 26' | Detalls | Neymar 17', 35' · Fred 49' · Fernandinho 84' |

| Croàcia     | 1-3     | Mèxic                                      |
| ----------- | ------- | ------------------------------------------ |
| Perišić 87' | Detalls | Márquez 72' · Guardado 75' · Hernández 82' |

### Grup B
| Pos | Equip         | PJ | PG | PE | PP | GF | GC | DG | Pts | Classificació        |
| --- | ------------- | -- | -- | -- | -- | -- | -- | -- | --- | -------------------- |
| 1   | Països Baixos | 3  | 3  | 0  | 0  | 10 | 3  | +7 | 9   | Avança a segona fase |
| 2   | Xile          | 3  | 2  | 0  | 1  | 5  | 3  | +2 | 6   | Avança a segona fase |
| 3   | Espanya       | 3  | 1  | 0  | 2  | 4  | 7  | −3 | 3   |                      |
| 4   | Austràlia     | 3  | 0  | 0  | 3  | 3  | 9  | −6 | 0   |                      |

| Espanya         | 1-5     | Països Baixos                                       |
| --------------- | ------- | --------------------------------------------------- |
| Alonso 27' (p.) | Detalls | Van Persie 44', 72' · Robben 53', 80' · De Vrij 65' |

| Xile                                          | 3-1     | Austràlia  |
| --------------------------------------------- | ------- | ---------- |
| Sánchez 12' · Valdívia 14' · Beausejour 90+2' | Detalls | Cahill 35' |

| Austràlia                       | 2-3     | Països Baixos                             |
| ------------------------------- | ------- | ----------------------------------------- |
| Cahill 21' · Jedinak 54' (pen.) | Detalls | Robben 20' · Van Persie 58' · Memphis 68' |

| Espanya | 0-2     | Xile                      |
| ------- | ------- | ------------------------- |
|         | Detalls | Vargas 20' · Aránguiz 43' |

| Austràlia | 0-3     | Espanya                           |
| --------- | ------- | --------------------------------- |
|           | Detalls | Villa 36' · Torres 69' · Mata 82' |

| Països Baixos           | 2-0     | Xile |
| ----------------------- | ------- | ---- |
| Fer 77' · Memphis 90+2' | Detalls |      |

### Grup C
| Pos | Equip         | PJ | PG | PE | PP | GF | GC | DG | Pts | Classificació        |
| --- | ------------- | -- | -- | -- | -- | -- | -- | -- | --- | -------------------- |
| 1   | Colòmbia      | 3  | 3  | 0  | 0  | 9  | 2  | +7 | 9   | Avança a segona fase |
| 2   | Grècia        | 3  | 1  | 1  | 1  | 2  | 4  | −2 | 4   | Avança a segona fase |
| 3   | Costa d'Ivori | 3  | 1  | 0  | 2  | 4  | 5  | −1 | 3   |                      |
| 4   | Japó          | 3  | 0  | 1  | 2  | 2  | 6  | −4 | 1   |                      |

| Colòmbia                                    | 3-0     | Grècia |
| ------------------------------------------- | ------- | ------ |
| Armero 5' · Gutiérrez 58' · Rodríguez 90+3' | Detalls |        |

| Costa d'Ivori           | 2-1     | Japó      |
| ----------------------- | ------- | --------- |
| Bony 64' · Gervinho 66' | Detalls | Honda 16' |

| Colòmbia                     | 2-1     | Costa d'Ivori |
| ---------------------------- | ------- | ------------- |
| Rodríguez 64' · Quintero 70' | Detalls | Gervinho 73'  |

| Japó | 0-0     | Grècia |
| ---- | ------- | ------ |
|      | Detalls |        |

| Japó          | 1-4     | Colòmbia                                                |
| ------------- | ------- | ------------------------------------------------------- |
| Okazaki 45+1' | Detalls | Cuadrado 17' (pen.) · Martínez 55', 82' · Rodríguez 90' |

| Grècia                             | 2-1     | Costa d'Ivori |
| ---------------------------------- | ------- | ------------- |
| Sàmaris 42' · Samaràs 90+3' (pen.) | Detalls | Bony 74'      |

### Grup D
| Pos | Equip      | PJ | PG | PE | PP | GF | GC | DG | Pts | Classificació        |
| --- | ---------- | -- | -- | -- | -- | -- | -- | -- | --- | -------------------- |
| 1   | Costa Rica | 3  | 2  | 1  | 0  | 4  | 1  | +3 | 7   | Avança a segona fase |
| 2   | Uruguai    | 3  | 2  | 0  | 1  | 4  | 4  | 0  | 6   | Avança a segona fase |
| 3   | Itàlia     | 3  | 1  | 0  | 2  | 2  | 3  | −1 | 3   |                      |
| 4   | Anglaterra | 3  | 0  | 1  | 2  | 2  | 4  | −2 | 1   |                      |

| Uruguai    | 1-3     | Costa Rica                            |
| ---------- | ------- | ------------------------------------- |
| Cavani 24' | Detalls | Campbell 54' · Duarte 57' · Ureña 84' |

| Anglaterra    | 1-2     | Itàlia                        |
| ------------- | ------- | ----------------------------- |
| Sturridge 37' | Detalls | Marchisio 35' · Balotelli 50' |

| Uruguai           | 2-1     | Anglaterra |
| ----------------- | ------- | ---------- |
| L.Suárez 39', 88' | Detalls | Rooney 75' |

| Itàlia | 0-1     | Costa Rica |
| ------ | ------- | ---------- |
|        | Detalls | Ruiz 44'   |

| Itàlia | 0-1     | Uruguai   |
| ------ | ------- | --------- |
|        | Detalls | Godín 81' |

| Costa Rica | 0-0     | Anglaterra |
| ---------- | ------- | ---------- |
|            | Detalls |            |

### Grup E
| Pos | Equip    | PJ | PG | PE | PP | GF | GC | DG | Pts | Classificació        |
| --- | -------- | -- | -- | -- | -- | -- | -- | -- | --- | -------------------- |
| 1   | França   | 3  | 2  | 1  | 0  | 8  | 2  | +6 | 7   | Avança a segona fase |
| 2   | Suïssa   | 3  | 2  | 0  | 1  | 7  | 6  | +1 | 6   | Avança a segona fase |
| 3   | Equador  | 3  | 1  | 1  | 1  | 3  | 3  | 0  | 4   |                      |
| 4   | Hondures | 3  | 0  | 0  | 3  | 1  | 8  | −7 | 0   |                      |

| Suïssa                        | 2-1     | Equador         |
| ----------------------------- | ------- | --------------- |
| Mehmedi 48' · Seferović 90+3' | Detalls | E. Valencia 22' |

| França                                          | 3-0     | Hondures |
| ----------------------------------------------- | ------- | -------- |
| Benzema 45' (pen.), 72' · Valladares 48' (p.p.) | Detalls |          |

| Suïssa                   | 2-5     | França                                                              |
| ------------------------ | ------- | ------------------------------------------------------------------- |
| Džemaili 81' · Xhaka 87' | Detalls | Giroud 17' · Matuidi 18' · Valbuena 40' · Benzema 67' · Sissoko 73' |

| Hondures   | 1-2     | Equador              |
| ---------- | ------- | -------------------- |
| Costly 31' | Detalls | E. Valencia 34', 65' |

| Hondures | 0-3     | Suïssa                       |
| -------- | ------- | ---------------------------- |
|          | Detalls | Xherdan Shaqiri 6', 31', 72' |

| Equador | 0-0     | França |
| ------- | ------- | ------ |
|         | Detalls |        |

### Grup F
| Pos | Equip                | PJ | PG | PE | PP | GF | GC | DG | Pts | Classificació        |
| --- | -------------------- | -- | -- | -- | -- | -- | -- | -- | --- | -------------------- |
| 1   | Argentina            | 3  | 3  | 0  | 0  | 6  | 3  | +3 | 9   | Avança a segona fase |
| 2   | Nigèria              | 3  | 1  | 1  | 1  | 3  | 3  | 0  | 4   | Avança a segona fase |
| 3   | Bòsnia i Hercegovina | 3  | 1  | 0  | 2  | 4  | 4  | 0  | 3   |                      |
| 4   | Iran                 | 3  | 0  | 1  | 2  | 1  | 4  | −3 | 1   |                      |

| Argentina                       | 2-1     | Bòsnia i Hercegovina |
| ------------------------------- | ------- | -------------------- |
| Kolašinac 3' (p.p.) · Messi 65' | Detalls | Ibišević 84'         |

| Iran | 0-0     | Nigèria |
| ---- | ------- | ------- |
|      | Detalls |         |

| Argentina   | 1-0     | Iran |
| ----------- | ------- | ---- |
| Messi 90+1' | Detalls |      |

| Nigèria        | 1-0     | Bòsnia i Hercegovina |
| -------------- | ------- | -------------------- |
| Odemwingie 29' | Detalls |                      |

| Nigèria            | 2-3     | Argentina                         |
| ------------------ | ------- | --------------------------------- |
| Ahmed Musa 4', 47' | Detalls | Messi 3', 45+1' · Marcos Rojo 50' |

| Bòsnia i Hercegovina                   | 3-1     | Iran     |
| -------------------------------------- | ------- | -------- |
| Džeko 23' · Pjanić 59' · Vršajević 83' | Detalls | Reza 82' |

### Grup G
| Pos | Equip        | PJ | PG | PE | PP | GF | GC | DG | Pts | Classificació        |
| --- | ------------ | -- | -- | -- | -- | -- | -- | -- | --- | -------------------- |
| 1   | Alemanya     | 3  | 2  | 1  | 0  | 7  | 2  | +5 | 7   | Avança a segona fase |
| 2   | Estats Units | 3  | 1  | 1  | 1  | 4  | 4  | 0  | 4   | Avança a segona fase |
| 3   | Portugal     | 3  | 1  | 1  | 1  | 4  | 7  | −3 | 4   |                      |
| 4   | Ghana        | 3  | 0  | 1  | 2  | 4  | 6  | −2 | 1   |                      |

| Alemanya                                    | 4-0     | Portugal |
| ------------------------------------------- | ------- | -------- |
| Müller 12' (pen.), 45+1', 78' · Hummels 32' | Detalls |          |

| Ghana       | 1-2     | Estats Units            |
| ----------- | ------- | ----------------------- |
| A. Ayew 82' | Detalls | Dempsey 1' · Brooks 86' |

| Alemanya              | 2-2     | Ghana                  |
| --------------------- | ------- | ---------------------- |
| Götze 51' · Klose 71' | Detalls | A. Ayew 54' · Gyan 63' |

| Estats Units            | 2-2     | Portugal               |
| ----------------------- | ------- | ---------------------- |
| Jones 64' · Dempsey 81' | Detalls | Nani 5' · Varela 90+5' |

| Estats Units | 0-1     | Alemanya   |
| ------------ | ------- | ---------- |
|              | Detalls | Müller 55' |

| Portugal                      | 2-1     | Ghana    |
| ----------------------------- | ------- | -------- |
| Boye 31' (p.p.) · Ronaldo 80' | Detalls | Gyan 57' |

### Grup H
| Pos | Equip         | PJ | PG | PE | PP | GF | GC | DG | Pts | Classificació        |
| --- | ------------- | -- | -- | -- | -- | -- | -- | -- | --- | -------------------- |
| 1   | Bèlgica       | 3  | 3  | 0  | 0  | 4  | 1  | +3 | 9   | Avança a segona fase |
| 2   | Algèria       | 3  | 1  | 1  | 1  | 6  | 5  | +1 | 4   | Avança a segona fase |
| 3   | Rússia        | 3  | 0  | 2  | 1  | 2  | 3  | −1 | 2   |                      |
| 4   | Corea del Sud | 3  | 0  | 1  | 2  | 3  | 6  | −3 | 1   |                      |

| Bèlgica                    | 2-1     | Algèria             |
| -------------------------- | ------- | ------------------- |
| Fellaini 70' · Mertens 80' | Detalls | Feghouli 24' (pen.) |

| Rússia       | 1-1     | Corea del Sud   |
| ------------ | ------- | --------------- |
| Kerjakov 74' | Detalls | Lee Keun-Ho 68' |

| Bèlgica   | 1-0     | Rússia |
| --------- | ------- | ------ |
| Origi 88' | Detalls |        |

| Corea del Sud                        | 2-4     | Algèria                                               |
| ------------------------------------ | ------- | ----------------------------------------------------- |
| Son Heung-min 50' · Koo Ja-cheol 72' | Detalls | Slimani 26' · Halliche 28' · Djabou 38' · Brahimi 62' |

| Corea del Sud | 0-1     | Bèlgica        |
| ------------- | ------- | -------------- |
|               | Detalls | Vertonghen 78' |

| Algèria     | 1-1     | Rússia     |
| ----------- | ------- | ---------- |
| Slimani 60' | Detalls | Kokorin 6' |

## Segona fase
|  | Vuitens de final         | Vuitens de final          |                            |       | Quarts de final | Quarts de final |                      |                      | Semifinals | Semifinals |  |  | Final | Final |
|  |                          |                           |                            |       |                 |                 |                      |                      |            |            |  |  |       |       |
|  | 28 juny - Belo Horizonte |                           |                            |       |                 |                 |                      |                      |            |            |  |  |       |       |
|  |                          |                           |                            |       |                 |                 |                      |                      |            |            |  |  |       |       |
|  | Brasil                   | 1 (3)                     |                            |       |                 |                 |                      |                      |            |            |  |  |       |       |
|  | Brasil                   | 1 (3)                     | 4 juliol – Fortaleza       |       |                 |                 |                      |                      |            |            |  |  |       |       |
|  | Xile                     | 1 (2)                     |                            |       |                 |                 |                      |                      |            |            |  |  |       |       |
|  | Xile                     | 1 (2)                     | Brasil                     | 2     |                 |                 |                      |                      |            |            |  |  |       |       |
|  | 28 juny – Rio de Janeiro |                           | Brasil                     | 2     |                 |                 |                      |                      |            |            |  |  |       |       |
|  |                          | Colòmbia                  | 1                          |       |                 |                 |                      |                      |            |            |  |  |       |       |
|  | Colòmbia                 | Colòmbia                  | 1                          | 2     |                 |                 |                      |                      |            |            |  |  |       |       |
|  | Colòmbia                 |                           | 8 juliol – Belo Horizonte  | 2     |                 |                 |                      |                      |            |            |  |  |       |       |
|  | Uruguai                  | 0                         |                            |       |                 |                 |                      |                      |            |            |  |  |       |       |
|  | Uruguai                  | 0                         | Brasil                     | 1     |                 |                 |                      |                      |            |            |  |  |       |       |
|  | 30 juny – Brasilia       |                           | Brasil                     | 1     |                 |                 |                      |                      |            |            |  |  |       |       |
|  |                          | Alemanya                  | 7                          |       |                 |                 |                      |                      |            |            |  |  |       |       |
|  | França                   | Alemanya                  | 7                          | 2     |                 |                 |                      |                      |            |            |  |  |       |       |
|  | França                   | 4 juliol – Rio de Janeiro |                            | 2     |                 |                 |                      |                      |            |            |  |  |       |       |
|  | Nigèria                  | 0                         |                            |       |                 |                 |                      |                      |            |            |  |  |       |       |
|  | Nigèria                  | 0                         | França                     | 0     |                 |                 |                      |                      |            |            |  |  |       |       |
|  | 30 juny – Porto Alegre   |                           | França                     | 0     |                 |                 |                      |                      |            |            |  |  |       |       |
|  |                          | Alemanya                  | 1                          |       |                 |                 |                      |                      |            |            |  |  |       |       |
|  | Alemanya                 | Alemanya                  | 1                          | 2     |                 |                 |                      |                      |            |            |  |  |       |       |
|  | Alemanya                 |                           | 13 juliol – Rio de Janeiro | 2     |                 |                 |                      |                      |            |            |  |  |       |       |
|  | Algèria                  | 1                         |                            |       |                 |                 |                      |                      |            |            |  |  |       |       |
|  | Algèria                  | 1                         | Alemanya                   | 1     |                 |                 |                      |                      |            |            |  |  |       |       |
|  | 29 juny – Fortaleza      |                           | Alemanya                   | 1     |                 |                 |                      |                      |            |            |  |  |       |       |
|  |                          | Argentina                 | 0                          |       |                 |                 |                      |                      |            |            |  |  |       |       |
|  | Països Baixos            | Argentina                 | 0                          | 2     |                 |                 |                      |                      |            |            |  |  |       |       |
|  | Països Baixos            | 5 juliol – Salvador       |                            | 2     |                 |                 |                      |                      |            |            |  |  |       |       |
|  | Mèxic                    | 1                         |                            |       |                 |                 |                      |                      |            |            |  |  |       |       |
|  | Mèxic                    | 1                         | Països Baixos              | 0 (4) |                 |                 |                      |                      |            |            |  |  |       |       |
|  | 29 juny – Recife         |                           | Països Baixos              | 0 (4) |                 |                 |                      |                      |            |            |  |  |       |       |
|  |                          | Costa Rica                | 0 (3)                      |       |                 |                 |                      |                      |            |            |  |  |       |       |
|  | Costa Rica               | Costa Rica                | 0 (3)                      | 1 (5) |                 |                 |                      |                      |            |            |  |  |       |       |
|  | Costa Rica               |                           | 9 juliol – São Paulo       | 1 (5) |                 |                 |                      |                      |            |            |  |  |       |       |
|  | Grècia                   | 1 (3)                     |                            |       |                 |                 |                      |                      |            |            |  |  |       |       |
|  | Grècia                   | 1 (3)                     | Països Baixos              | 0 (2) |                 |                 |                      |                      |            |            |  |  |       |       |
|  | 1 juliol – São Paulo     |                           | Països Baixos              | 0 (2) |                 |                 |                      |                      |            |            |  |  |       |       |
|  |                          | Argentina                 | 0 (4)                      |       | Tercer lloc     | Tercer lloc     |                      |                      |            |            |  |  |       |       |
|  | Argentina                | Argentina                 | 0 (4)                      | 1     | Tercer lloc     | Tercer lloc     |                      |                      |            |            |  |  |       |       |
|  | Argentina                | 5 juliol – Brasilia       | 5 juliol – Brasilia        | 1     |                 |                 | 12 juliol – Brasilia | 12 juliol – Brasilia |            |            |  |  |       |       |
|  | Suïssa                   | 5 juliol – Brasilia       | 5 juliol – Brasilia        | 0     |                 |                 | 12 juliol – Brasilia | 12 juliol – Brasilia |            |            |  |  |       |       |
|  | Suïssa                   | Argentina                 | 1                          | 0     | Brasil          | 0               |                      |                      |            |            |  |  |       |       |
|  | 1 juliol – Salvador      | Argentina                 | 1                          |       | Brasil          | 0               |                      |                      |            |            |  |  |       |       |
|  |                          | Bèlgica                   | 0                          |       | Països Baixos   | 3               |                      |                      |            |            |  |  |       |       |
|  | Bèlgica                  | Bèlgica                   | 0                          | 2     | Països Baixos   | 3               |                      |                      |            |            |  |  |       |       |
|  | Bèlgica                  |                           |                            | 2     |                 |                 |                      |                      |            |            |  |  |       |       |
|  | Estats Units             | 1                         |                            |       |                 |                 |                      |                      |            |            |  |  |       |       |
|  | Estats Units             | 1                         |                            |       |                 |                 |                      |                      |            |            |  |  |       |       |

### Vuitens de final
| Brasil                                         | 1-1     | Xile                                       |
| ---------------------------------------------- | ------- | ------------------------------------------ |
| David Luiz 18'                                 | Detalls | Alexis 32'                                 |
| Tanda de penals                                |         |                                            |
| David Luiz · Willian · Marcelo · Hulk · Neymar | 3-2     | Pinilla · Sánchez · Aránguiz · Díaz · Jara |

| Colòmbia                 | 2-0     | Uruguai |
| ------------------------ | ------- | ------- |
| James Rodríguez 27', 50' | Detalls |         |

| Països Baixos                     | 2-1     | Mèxic          |
| --------------------------------- | ------- | -------------- |
| Sneijder 87' · Huntelaar 93' (p.) | Detalls | Dos Santos 47' |

| Costa Rica                                  | 1-1     | Grècia                                         |
| ------------------------------------------- | ------- | ---------------------------------------------- |
| Bryan Ruiz 52'                              | Detalls | Sokratis 90'                                   |
| Tanda de penals                             |         |                                                |
| Borges · Ruiz · González · Campbell · Umaña | 5-3     | Mítroglu · Khristodulópulos · Holebas · Guekas |

| França                    | 2-0     | Nigèria |
| ------------------------- | ------- | ------- |
| Pogba 79' · Yobo 91' (pp) | Detalls |         |

| Alemanya                 | 2-1     | Algèria     |
| ------------------------ | ------- | ----------- |
| Schürrle 92' · Özil 118' | Detalls | Djabou 121' |

| Argentina     | 1-0     | Suïssa |
| ------------- | ------- | ------ |
| Di María 118' | Detalls |        |

| Bèlgica                     | 2-1     | Estats Units |
| --------------------------- | ------- | ------------ |
| De Bruyne 93' · Lukaku 106' | Detalls | Green 107'   |

### Quarts de final
| França | 0-1     | Alemanya    |
| ------ | ------- | ----------- |
|        | Detalls | Hummels 12' |

| Brasil                           | 2-1     | Colòmbia                 |
| -------------------------------- | ------- | ------------------------ |
| Thiago Silva 6' · David Luiz 69' | Detalls | James Rodríguez 79' (p.) |

| Argentina  | 1–0     | Bèlgica |
| ---------- | ------- | ------- |
| Higuaín 8' | Detalls |         |

| Països Baixos                         | 0–0     | Costa Rica                                 |
| ------------------------------------- | ------- | ------------------------------------------ |
|                                       | Detalls |                                            |
| Tanda de penals                       |         |                                            |
| Van Persie · Robben · Sneijder · Kuyt | 4–3     | Borges · Ruiz · González · Bolaños · Umaña |

### Semifinals
| Brasil    | 1-7     | Alemanya                                                                  |
| --------- | ------- | ------------------------------------------------------------------------- |
| Oscar 90' | Detalls | Müller 11' · Klose 23' · Kroos 24', 26' · Khedira 29' · Schürrle 69', 79' |

| Països Baixos                    | 0–0     | Argentina                          |
| -------------------------------- | ------- | ---------------------------------- |
|                                  | Detalls |                                    |
| Tanda de penals                  |         |                                    |
| Vlaar · Robben · Sneijder · Kuyt | 2-4     | Messi · Garay · Agüero · Rodríguez |

### Partit pel tercer lloc
Els Països Baixos derrotaren el Brasil per 3 a 0 i obtingueren així el tercer lloc. En total, el Brasil va concedir 14 gols durant el torneig, que és el número més elevat concedit per qualsevol equip en una Copa del Món des del 1986, i el màxim concedit per un equip amfitrió en tota la història.
| Brasil | 0–3     | Països Baixos                                    |
| ------ | ------- | ------------------------------------------------ |
|        | Detalls | Van Persie 3' (p.) · Blind 17' · Wijnaldum 90+1' |

### Final

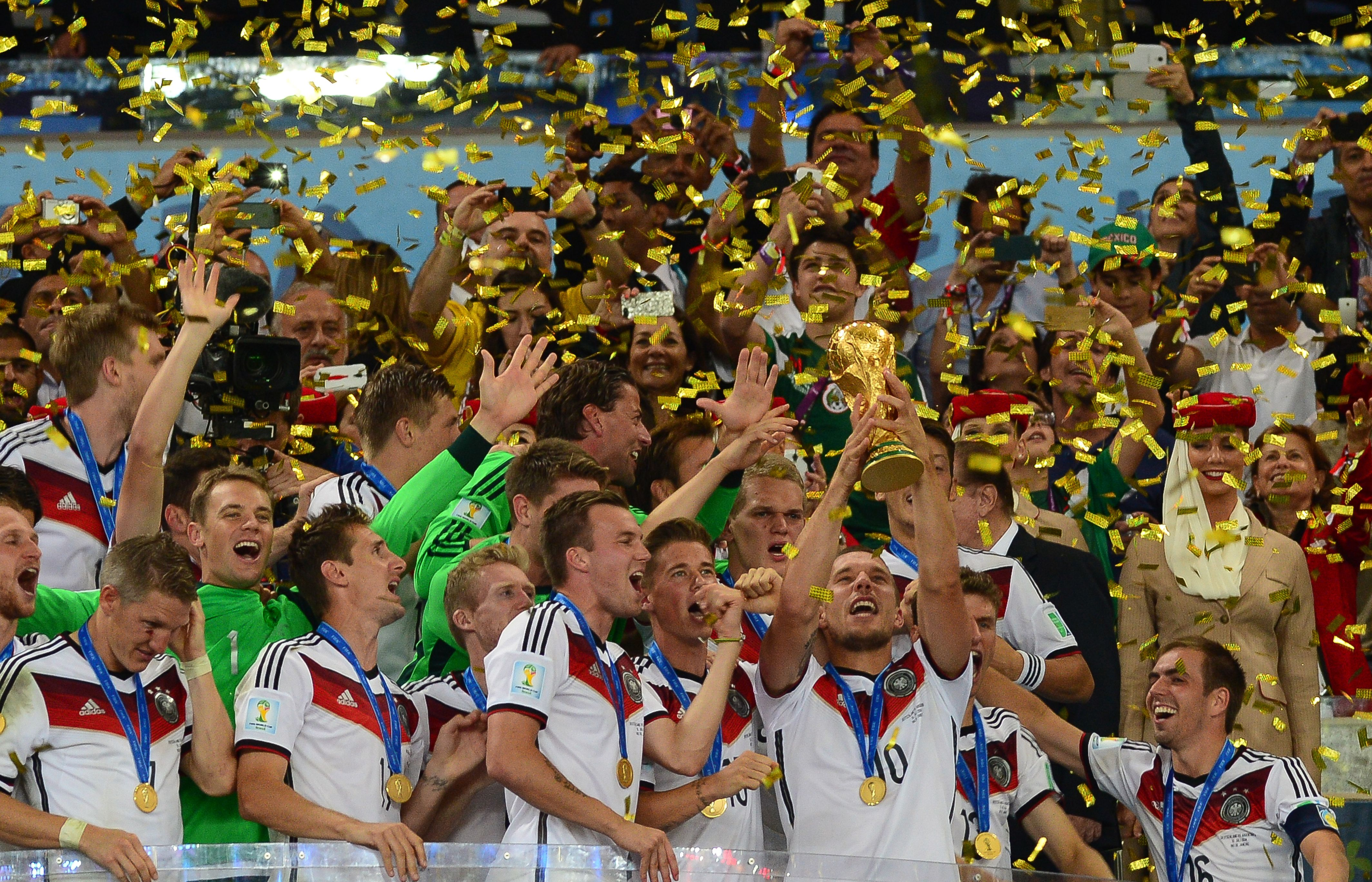
Alemanya aixeca el trofeu.

Alemanya va vèncer l'Argentina a la final, per 1 a 0. Aquest resultat feu que per primer cop tres equips del mateix continent guanyessin el Mundial de forma consecutiva, després que ho fessin Itàlia el 2006 i Espanya el 2010).
| Alemanya   | 1-0     | Argentina |
| ---------- | ------- | --------- |
| Götze 113' | Detalls |           |

## Campió
| Guanyador de Copa del Món de Futbol de 2014 |
| ------------------------------------------- |
| · Alemanya · Quart títol                    |

## Estadístiques

### Golejadors
No computen els gols en tanda de penals.
6 gols
- James Rodríguez

5 gols
- Thomas Müller

4 gols
- Lionel Messi
- Neymar[25]
- Robin van Persie

3 gols
- Enner Valencia
- Karim Benzema
- André Schürrle
- Arjen Robben
- Xherdan Shaqiri

2 gols
- Abdelmoumene Djabou
- Islam Slimani
- Tim Cahill
- David Luiz
- Oscar
- Alexis Sánchez
- Jackson Martínez
- Mario Mandžukić
- Ivan Perišić
- Mario Götze
- Mats Hummels
- Miroslav Klose
- Toni Kroos
- André Ayew
- Asamoah Gyan
- Wilfried Bony
- Gervinho
- Memphis Depay
- Ahmed Musa
- Clint Dempsey
- Luis Suárez[26]

1 gol
- Yacine Brahimi
- Sofiane Feghouli
- Rafik Halliche
- Ángel di María
- Marcos Rojo
- Mile Jedinak
- Kevin De Bruyne
- Marouane Fellaini
- Romelu Lukaku
- Dries Mertens
- Divock Origi
- Jan Vertonghen
- Edin Džeko
- Vedad Ibišević
- Miralem Pjanić
- Avdija Vršajević
- Fernandinho
- Fred
- Thiago Silva
- Joël Matip
- Charles Aránguiz
- Jean Beausejour
- Jorge Valdivia
- Eduardo Vargas
- Pablo Armero
- Juan Guillermo Cuadrado
- Teófilo Gutiérrez
- Juan Fernando Quintero
- Joel Campbell
- Óscar Duarte
- Bryan Ruiz
- Marco Ureña
- Ivica Olić
- Wayne Rooney
- Daniel Sturridge
- Olivier Giroud
- Blaise Matuidi
- Moussa Sissoko
- Mathieu Valbuena
- Mesut Özil
- Sami Khedira
- Sokratis Papastathopoulos
- Georgios Samaras
- Andreas Samaris
- Carlo Costly
- Reza Ghoochannejhad
- Mario Balotelli
- Claudio Marchisio
- Keisuke Honda
- Shinji Okazaki
- Koo Ja-cheol
- Lee Keun-ho
- Son Heung-min
- Giovani dos Santos
- Andrés Guardado
- Javier Hernández
- Rafael Márquez
- Oribe Peralta
- Daley Blind
- Leroy Fer
- Stefan de Vrij
- Georginio Wijnaldum
- Peter Odemwingie
- Nani
- Cristiano Ronaldo
- Silvestre Varela
- Aleksandr Kerzhakov
- Aleksandr Kokorin
- Xabi Alonso
- Juan Mata
- Fernando Torres
- David Villa
- Blerim Džemaili
- Admir Mehmedi
- Haris Seferović
- Granit Xhaka
- John Brooks
- Julian Green
- Jermaine Jones
- Edinson Cavani
- Diego Godín

Gols en pròpia porteria (5)
- Sead Kolašinac (per  Argentina)
- Marcelo (per  Croàcia)
- John Boye (per  Portugal)
- Noel Valladares (per  França)
- Joseph Yobo (per  França)

Font: FIFA

### Premis
Els premis següents van ser atorgats a la finalització del partit:
| Premi                                                  | Vencedors                                                                                     | Àltres nominats |
| ------------------------------------------------------ | --------------------------------------------------------------------------------------------- | --- |
| Pilota d'Or                                            | - Lionel Messi - Thomas Müller - Arjen Robben                                                 | \| - Ángel Di María - James Rodríguez - Javier Mascherano \| - Mats Hummels - Neymar - Philipp Lahm \| - Toni Kroos[30] \| |
| Bota d'Or                                              | - James Rodríguez (6 gols, 2 ass.) - Thomas Müller (5 gols, 3 ass.) - Neymar (4 gols, 1 ass.) | |
| Guant d'Or                                             | - Manuel Neuer                                                                                | - Keylor Navas - Sergio Romero                                                                                             |
| Premi al millor jove                                   | - Paul Pogba                                                                                  | - Memphis Depay - Raphaël Varane                                                                                           |
| Premi FIFA Joc Net                                     | - Colòmbia                                                                                    | |
| - Ángel Di María - James Rodríguez - Javier Mascherano | - Mats Hummels - Neymar - Philipp Lahm                                                        | - Toni Kroos |

### Onze ideal del campionat
L'Índex Castrol que ha avaluat les actuacions dels jugadors a través de les dades estadístiques determinà la següent llista de jugadors per posició (Toni Kroos fou el vencedor global):
| Porter         | Defenses                                                     | Migcampistes                                          | Davanters                      |
| -------------- | ------------------------------------------------------------ | ----------------------------------------------------- | ------------------------------ |
| Manuel Neuer · | Stefan de Vrij · Mats Hummels · Thiago Silva · Marcos Rojo · | Philipp Lahm · Oscar · Toni Kroos · James Rodríguez · | Arjen Robben · Thomas Müller · |

### Classificació final

Resultats dels països participants a la Copa del món de futbol de 2014
Campió
Finalista
3r classificat
4t classificat
Quarts de final
Vuitens de final
Fase de grups

Nota: Per convenció estadística en el món del futbol, els partits decidits en la pròrroga es consideren victòria i derrota de cada equip, mentre que els decidits per penals es consideren com a empats.
| Campió Finalista | 3r classificat 4t classificat | Quarts de final Vuitens de final | Fase de grups |

| Pos                          | Equip                | Grup | PJ | PG | PE | PP | Pts | GF | GC | DG  |
| ---------------------------- | -------------------- | ---- | -- | -- | -- | -- | --- | -- | -- | --- |
| 1                            | Alemanya             | G    | 7  | 6  | 1  | 0  | 19  | 18 | 4  | +14 |
| 2                            | Argentina            | F    | 7  | 5  | 1  | 1  | 16  | 8  | 4  | +4  |
| 3                            | Països Baixos        | B    | 7  | 5  | 2  | 0  | 17  | 15 | 4  | +11 |
| 4                            | Brasil               | A    | 7  | 3  | 2  | 2  | 11  | 11 | 14 | -3  |
| Eliminats a quarts de final  |                      |      |    |    |    |    |     |    |    |     |
| 5                            | Colòmbia             | C    | 5  | 4  | 0  | 1  | 12  | 12 | 4  | +8  |
| 6                            | Bèlgica              | H    | 5  | 4  | 0  | 1  | 12  | 6  | 3  | +3  |
| 7                            | França               | E    | 5  | 3  | 1  | 1  | 10  | 10 | 3  | +7  |
| 8                            | Costa Rica           | D    | 5  | 2  | 3  | 0  | 9   | 5  | 2  | +3  |
| Eliminats a vuitens de final |                      |      |    |    |    |    |     |    |    |     |
| 9                            | Xile                 | B    | 4  | 2  | 1  | 1  | 7   | 6  | 4  | +2  |
| 10                           | Mèxic                | A    | 4  | 2  | 1  | 1  | 7   | 5  | 3  | +2  |
| 11                           | Suïssa               | E    | 4  | 2  | 0  | 2  | 6   | 7  | 7  | 0   |
| 12                           | Uruguai              | D    | 4  | 2  | 0  | 2  | 6   | 4  | 6  | -2  |
| 13                           | Grècia               | C    | 4  | 1  | 2  | 1  | 5   | 3  | 5  | -2  |
| 14                           | Algèria              | H    | 4  | 1  | 1  | 2  | 4   | 7  | 7  | 0   |
| 15                           | Estats Units         | G    | 4  | 1  | 1  | 2  | 4   | 5  | 6  | -1  |
| 16                           | Nigèria              | F    | 4  | 1  | 1  | 2  | 4   | 3  | 5  | -2  |
| Eliminats a la fase de grups |                      |      |    |    |    |    |     |    |    |     |
| 17                           | Equador              | E    | 3  | 1  | 1  | 1  | 4   | 3  | 3  | 0   |
| 18                           | Portugal             | G    | 3  | 1  | 1  | 1  | 4   | 4  | 7  | -3  |
| 19                           | Croàcia              | A    | 3  | 1  | 0  | 2  | 3   | 6  | 6  | 0   |
| 20                           | Bòsnia i Hercegovina | F    | 3  | 1  | 0  | 2  | 3   | 4  | 4  | 0   |
| 21                           | Costa d'Ivori        | C    | 3  | 1  | 0  | 2  | 3   | 4  | 5  | -1  |
| 22                           | Itàlia               | D    | 3  | 1  | 0  | 2  | 3   | 2  | 3  | -1  |
| 23                           | Espanya              | B    | 3  | 1  | 0  | 2  | 3   | 4  | 7  | -3  |
| 24                           | Rússia               | H    | 3  | 0  | 2  | 1  | 2   | 2  | 3  | -1  |
| 25                           | Ghana                | G    | 3  | 0  | 1  | 2  | 1   | 4  | 6  | -2  |
| 26                           | Anglaterra           | D    | 3  | 0  | 1  | 2  | 1   | 2  | 4  | -2  |
| 27                           | Corea del Sud        | H    | 3  | 0  | 1  | 2  | 1   | 3  | 6  | -3  |
| 28                           | Iran                 | F    | 3  | 0  | 1  | 2  | 1   | 1  | 4  | -3  |
| 29                           | Japó                 | C    | 3  | 0  | 1  | 2  | 1   | 2  | 6  | -4  |
| 30                           | Austràlia            | B    | 3  | 0  | 0  | 3  | 0   | 3  | 9  | -6  |
| 31                           | Hondures             | E    | 3  | 0  | 0  | 3  | 0   | 1  | 8  | -7  |
| 32                           | Camerun              | A    | 3  | 0  | 0  | 3  | 0   | 1  | 9  | -8  |

## Controvèrsia
Ja durant la celebració de la Copa Confederacions 2013, que també es disputà al Brasil, hi hagué manifestacions en contra de l'esdeveniment, criticant-ne el malbaratament de diners públics. Tant la presidenta brasilera Dilma Rousseff com el president de la FIFA Joseph Blatter foren fortament escridassats durant el seu discurs a la cerimònia d'obertura del torneig, cosa que resultà en l'anunci que no hi hauria discursos en la cerimònia d'obertura de la Copa del Món el 2014. Totes aquestes protestes eren només una part de les reclamacions de la societat brasilera, que condemnava la corrupció i l'encariment dels serveis públics.
Abans del 2014 es reprengueren les protestes en contra de la Copa del Món, sota del crit de "Não vai ter copa" (portuguès: No hi haurà copa). Novament, les crítiques són dirigides al malbaratament de diners. La Copa del Món del Brasil costà 15.000 milions de dòlars, dels quals un 85,5% procedeix de fons públics. Els manifestants, entre els quals es troben representants de sindicats, professors, partits d'esquerra o associacions feministes reclamen més inversió en salut i en educació.
La FIFA es defensa argumentant que:
| « | La FIFA dedica 2.000 milions de dòlars a cobrir els costos operatius del Mundial. Aquests diners no provenen de les arques públiques, sinó dels drets de televisió i de comercialització. El llegat resultant de les inversions del país amfitrió (carreteres, aeroports i sistemes de telecomunicacions, entre d'altres) seguirà vigent després del certamen. Segons la Fundació Institut d'Investigacions Econòmiques brasilera, el Mundial generarà uns ingressos de 27.700 milions de dòlars per al Brasil. (...) El pressupost brasiler d'educació no s'ha vist afectat pel crèdit del Banc de Desenvolupament per a la construcció dels estadis. Amb la finalitat de deixar al Brasil amb un llegat que perduri, la FIFA ha creat el Fons del Llegat de la Copa del Món, en el marc del qual es destinaren 20 milions de dòlars per a la posada en funcionament dels primers projectes. L'objectiu és construir infraestructures futbolístiques, fomentar el futbol base i el femení i portar a terme iniciatives per a educar als nens en matèria de salut a través d'aquest esport. D'ençà que el Brasil s'adjudicà l'organització de la cita mundialista el 2007, el govern del país amfitrió ha invertit més de 340.000 milions de dòlars en educació i salut. | » |